# Десятирічна повість про військові справи Христофора Радзивілла
«Десятирічна повість про військові справи Христофора Радзивілла» (польськ. Dziesięćroczna powieść wojennych spraw Krysztofa Radziwiła) — польськомовна поема Андрія Римші, опублікована у Вільнюсі в 1585 році, що оспівує похід Христофора Миколая Радзивілла на московські землі. Поема — найзначніший твір із циклу Радзивіллів і поділяється на 25 розділів.

## Історія створення
Поема розпочинається в 1572 році — датою смерті Сигізмунда II Августа і закінчується описом довгоочікуваного миру, що настав у Великому князівстві після Ям-Запольської угоди 1582 року.
Похід литовського польового гетьмана Христофора Радзивілла Перуна в тил московських військ восени 1581 року виявився найпривабливішим з усіх епізодів тривалої Лівонської війни для поетів того часу. Але найдетальніший поетичний опис походу Христофора Радзивілла вийшов з-під пера Андрія Римші. Вірш має 2184 рядки (без вступної частини).
Вірш Римші написаний традиційним 13-складним силабічним віршем, розділеним на 25 розділів. У прозовій передмові до «Десятирічної повісті…» Римша посилається на книгу Франца Градовського, який раніше написав поему «Опис московського походу князя Христофора Радзивілла» (Вільнюс, 1582). Римша повідомляє, що завдяки цій книзі слава про кампанію Радзивілла поширилася по всьому християнському світі, і чесно визнає, що саме приклад Франца Градовського надихнув його написати власний вірш про знамениті подвиги Христофора Радзивілла, але не латиною, а польською мовою, адресуючи свій твір не мудрим і вченим людя, а «…па простасці сваёй, для ўсіх людзей; найбольш для тых, што лепш навучаныя складваць сілагізмы шабляю, аргументаваць дзідаю, канфірмаваць кайданамі, чым дыспутаваць на лаціне…» («…простотою своєю, для всіх людей: найбільш для тих, хто краще навчений складати силогізми шаблею, аргументувати списом, підтверджувати кайданами, ніж сперечатися латиною».
Микола Гусовський у «Пісні про зубра» зазначив, що справа мисливця для нього більш знайома і звична, ніж делікатна робота поета, що його рука тримає лук і списа впевненіше, ніж перо. Андрій Римша також вважає себе спочатку воїном, а вже потім поетом, зізнається, що знає ремесло солдата краще за майстерність письменника.
Назва поеми Андрія Римші свідчить, що автор ставив перед собою більш амбіційне завдання, ніж написання про похід Радзивілла 1581 року: створити поетичну хроніку подвигів Христофора Радзивілла протягом десяти років, простежити участь Радзивілла у військових операціях з 1572 по 1581 роки.

## Зміст
Андрій Римша починає перший розділ поеми скромним «літописним» записом про смерть великого князя і короля Сигізмунда II Августа:
|  | «Року ад нараджэння Пана, Збаўцы-Бога, Тысяца пяцьсот пісана семдзесят другога, Як без літасці паркі караля святога Ад жывых адабралі; меў ён ласку ў Бога — На нябёсы патрапіў, цела ж тленам стала, Каб у прышласці часу да жыцця паўстала.» |

Зверніть увагу на характерне поєднання в перших рядках поеми зображень грецької міфології та релігійних вірувань автора: король Август був убитий невблаганними Парками, а на небі його взяв християнський Бог. Це типовий результат наслідування поетом епохи Відродження античних зразків.
Білоруський поет у «Десятирічній повісті..» суттєво доповнює інформацію Франца Градовського описом подій 1572—1581 років. та детальніше розповідає про сам набіг Радзивілла, дбаючи про цінність його праці, як історіографічного джерела. За початок поеми 1572 рік був обраний тому, що цього року Христофор Радзивілл став повноправним литовським гетьманом, і тому, що відтоді в оточенні князя з'являється автор поеми, який урочисто пообіцяв читачеві у віршованій передмові:
|  | «Тут пра тое казазьму, што на ўласны вочы Бачым, бачыць захочам, можа, не аднойчы.» |

Симптоматично, що Франц Градовський у вступній епіграмі просить керувати своєю лірою Калліопу — музу епічної поезії, а Андрій Римша у віршованій передмові називає своїми опікунами двох муз: Калліопу та музу історії Кліо. Римша зосереджується на луканівській моделі епосу, усвідомлює себе поетом-істориком, пише віршовану хроніку десятирічного служіння Христофора Радзвілла Вітчизні.
Відмінною рисою «Десятирічної повісті…» є високий рівень історизму на той час, що пояснювалося тим, що Римша зосереджувався на правді та точності, як головних критеріях відображення дійсності. Поет прагне мислити історично, а не приймати як належне неперевірені, невизначені факти та легенди. Андрій Римша, безпосередній учасник кампанії Христофора Радзивілла, неодноразово наголошує на своїй ролі очевидця багатьох подій, описаних у поемі, дати яких наведені в тексті або на полях. Принцип історичної точності є художньою основою «Десятилітньої повісті…». Прикладом цього є його роздуми про так звану церкву Вітовта на Двіні, поблизу Торопця. Франц Градовський згадував цю церкву у своєму вірші, але він не сумнівався, що її збудував Вітовт. Інша справа — Андрій Римша. Повідомляючи, що Христофор Радзивілл розмістив табір біля церкви, побудованої Вітовтом (за легендою), автор присвячує 16 рядків роздумам на цю тему. По-перше, за словами поета, якщо Вітовт справді збудував церкву на Двіні поблизу Торопця, то спочатку це був костел, лише згодом перетворений на православну церкву: Вітовт за вірою був католиком, хрещеним у Кракові. По-друге, коли Вітовт спустошував ці землі вогнем і мечем, він все ще сповідував язичництво і не будував християнських церков. Ось криницю — Джерело Вітовта — він справді міг зробити. Вражають не стільки аргументи Римші, часом суперечливі (Вітовт, наприклад, кілька разів за життя змінював релігію), скільки сам спосіб мислення поета, бажання розглянути сучасне явище у світлі його передісторії.

### Образ Христофора Радзивілла
Безперечним творчим успіхом Римші є образ Христофора Радзивілла, створений не придворним панегіристом, а союзником-воїном, який явно віддав перевагу конкретним, реалістичним штрихам зовнішньо красивих риторичних постатей. Автор зосереджує увагу не стільки на здібностях Радзвілла як полководця, скільки на його солдатських якостях. Гетьман страждає від голоду та холоду, задовольняється лише найнеобхіднішим, тривалий час не має звичної для аристократії розкоші. Наприклад, Андрій Римша описує, як після чергової військової авантюри Христофор у супроводі кількох слуг повернувся до табору опівночі:
|  | «Пан прыехаў — трасецца, як пячкур у меху, Што казаці — было тут пану не да смеху: Затушыў дождж кастрышчы, дровы не прасохлі, І ляжаў у адзенні, да касцей прамоклы. І назаўтра ўжо толькі, як агонь займелі, Накармілі Крыштофа ды цяплом сагрэлі.» |

Військова мужність, лицарська майстерність були саме тими якостями Христофора, які наблизили його до основної маси литовської армії. Ці якості не випливали з радості та багатства Радзивілла, але були виховані та загартовані в багатьох битвах та походах. Через образ литовського гетьмана Андрій Римша показує важке, суворе життя солдата взагалі, стверджує, що справжній героїзм полягає не тільки в подвигах, але і в, здавалося б, непомітному щоденному служінні Вітчизні.
У поемі згадується багато учасників Лівонської війни, сподвижники литовського гетьмана: Михайло Гарабурда, Еліаш Пелгжимовський, Каспар Бекеш, Філон Кміта. Але їх образи абсолютно невизначені, нерозвинені в порівнянні з образом Христофора Радзивілла. Але поряд із образом головного героя в поемі є збірний образ учасників походу Радзивілла. У поемі небагато сцен бойових дій, але вони написані барвисто та виразно:
|  | «Годна рыцары дзячаць пану за прамову, На Кярпецкі той замак рушаць адмыслова З мужным сэрцам. І войска неба разбудзіла; Змоўкнуць мусіла Рэха — дыху не хапіла. Дзіды мечуць пад дахі смаляныя копы, Ад мяча ў замку гінуць гордыя халопы. Валіць дым там клубамі — вока не працерці, І агню ў задушшы ўсё далі пажэрці.» |

### Міфологічні і античні мотиви
Переправу Радзивілла через Ведмеже болото Андрій Римша, слідом за Градовським, порівнює з переходом Ганнібала через Альпи і Ксеркса через Афон, а потім зображує барвисту сцену переходу воїнами Радзивілла небезпечного місця:
|  | «Тут хто дрэвы рубае сажні з тры ў абхваце, Хто трысцём тую багну на балоце гаціць. Іншы дрэва, што накрыж на другім ляжала, Коціць, каб для праходу не перашкаджала. Не пазнаць было, хто там гетман, хто паняты: У гразі ўсе таўкліся, быццам парасяты. Фаўн і Пан, і Сільванус, і сатыры разам Рады вельмі, што панства ў лесе тым загразла. Крыкі: «Браце, дай рады — абняло па шыю!», Той, хто збыўся балота, гразь гразёю мые. Думаў, пэўне, што ўмыўся, аж глядзіць, нябога, - Поўна гразі; смяецца ўсё адно з другога.» |

Цей фрагмент — яскравий приклад художнього тексту, створеного за допомогою авторської фантазії. І хоча автор неодноразово підкреслює свою роль очевидця подій, описаних у поемі, дати які завжди вказуються в тексті або на полях, але у поемі діють і згадуються також міфічні істоти. Поряд із власними спостереженнями та свідченнями автора, велике місце займає не тільки історична інформація, а також образи та сцени, створені виключно поетичною фантазією. Римша вміло вводить в історичні події кінця XVI століття — невід'ємний атрибут класичного героїчного епосу: описи битв, втручання богів у військові справи, урочисте поховання полеглих воїнів. Розповідаючи про військові дії, автор робить екскурси в античну історію, згадує тактику Ганнібала, Гая Сульпіція. Поет охоче порівнює Радзивілла з легендарними героями Греції та Риму, при тому литовського гетьмана ставить вище античних героїв. Цікаво, що в цих порівняннях завжди є трохи гумору: Марка Курція не можна порівнювати з Радзивіллом, бо він лише один раз скочив у яму заради Вітчизни і звідти не вибрався.
Автор був добрим знавцем грецької та римської міфології: луки, поля, ліси, озера та річки таємничої Московії, за волею поета, густо населені багатьма богами та міфологічними істотами, які разом із мирними жителями страждають від війни. Вірш має багато описів природи, і в більшості випадків ці описи міфологізовані:
|  | «Зноў прыгожае поле — ну нібыта ў раю, Вёсак поўна паўсюдна і не бачна гаю. Вось вяночак Цэрэры каласамі ўбраўся, Селянін, серп узяўшы, жыта жаць падаўся. Бог Сільванус з Цэрэрай жытнім полем ходзіць, Пастухоў да авечак спешна Пан падводзіць: «Смела статкі пасіце — не кране ліхое, Вам Вулкан тут не страшны — крэсліва сырое…» |

Є в поемі і описи природи іншого типу, створені без урахування класичного епосу: їх можна назвати замальовками з натури. У цих лаконічних, але яскравих, предметних замальовках було показано не лише поетичну майстерність Римші, а й його спостережливість, глибокі знання військового ремесла. Наприклад, його опис холодного осіннього ранку у військовому таборі:
|  | «Раніцою намёты сонца абагрэла, Холад згінуў, удзячна сонцу кожна цела, Зброю ў кроплях халодных ужо паабціралі, Трубы цемру начную ў гушчары загналі.» |

«Десятирічна повість…» Андрія Римші закінчується описом довгоочікуваного миру, який прийшов до Великого князівства Литовського після укладення Ям-Запольської угоди з Московією: солдати йдуть по домівках і більше не думають про битви та походи, у дворі діти граються в повній безпеці. Здійснюється заповітне бажання Христофора Радзивілла — Батьківщині більше не загрожує ворог, тривалий мир приходить до людей. Шлюб у фіналі (Христофор був вдівцем з 1579 року) — також характерна риса загальної картини світу після війни.
На мову поеми, очевидно, мала вплив старобілоруська мова. Промови царя Івана IV та російського населення подані в поемі в «оригіналі», а фактично — давньоруською та старобілоруською мовами.